# Srednjesavinjsko narečje
Zahodnoštajersko narečje ali tudi Srednjesavinjsko narečje ( zahodna štajerščina) je narečje slovenščine, ki spada v štajersko narečno skupino. Govori se v Šaleški dolini in v Celjski kotlini, v porečjih Bolske, Pake in Hudinje, vzhodno od zgornjesavinjskega narečja , zahodno od srednještajerskega narečja, južno od koroškega mežiškega narečja in južnopohorskega narečja in severno od vzhodnogorenjskega narečja. Najpomembnejša naselja na območju srednjesavinjskega narečja so Celje, Velenje, Šoštanj, Vojnik, Frankolovo, Topolšica, Trojane, Vransko, Žalec.